# Rød Tuborg
Rød Tuborg er en bayersk øl som Tuborg indledte sin bryggerivirksomhed med i 1875. Øllen blev markedsført under navnet Lagerøl, men fik hurtigt kælenavnet "Tuborger".
Senere fik øllen tilnavnet "Rød" i folkemunde, og inden længe blev Lagerøl aldrig kaldt andet end Rød Tuborg. Første gang man officielt støder på navnet Rød Tuborg, er i en annonce fra 1932.
Rød Tuborg er igennem årene blevet markedsført under flere forskellige slogans. Nogle af de mest kendte er: "Tag dig tid til en Rød Tuborg" og  "Fra før verden gik af lave".
Øllen blev fjernet fra sortimentet med udgangen af 2002 da den ikke solgte tilstrækkeligt, men i nogle kredse medførte beslutningen protester. Efter flere opfordringer blev den relanceret 30. april 2007 op til Tuborgs fødselsdag 13. maj i en begrænset periode. Den blev igen lanceret 30. april 2008, men ikke længere end til udgangen af maj måned. Rød Tuborg er genlanceret i maj 2009, og er ved at udvikle sig til en regulær sæsonøl for maj måned. 